# Jules Scheurer
Pour les articles homonymes, voir Scheurer.
Jules Scheurer est un homme politique français né le 23 septembre 1852 à Thann (Haut-Rhin) et décédé le 28 février 1942 à Arles (Bouches-du-Rhône)
Frère d'Auguste Scheurer-Kestner, il dirige l'entreprise familiale d'impressions sur tissus. Il est attaché à la France et milite contre la germanisation. Ses deux fils se sont engagés dans l'armée française en 1914 et sont morts pour la France en 1915. Il est sénateur du Haut-Rhin de 1920 à 1927, inscrit au groupe de l'Union républicaine. 
Il ne s'est pas représenté aux élections sénatoriales de 1927. Il s'est retiré à Bitschwiller près de Thann, d'où il a été expulsé par les Allemands en 1940, malgré son grand âge. 

## Sources
- « Jules Scheurer », dans le Dictionnaire des parlementaires français (1889-1940), sous la direction de Jean Jolly, PUF, 1960 [détail de l’édition]